# Ferrocarril regional

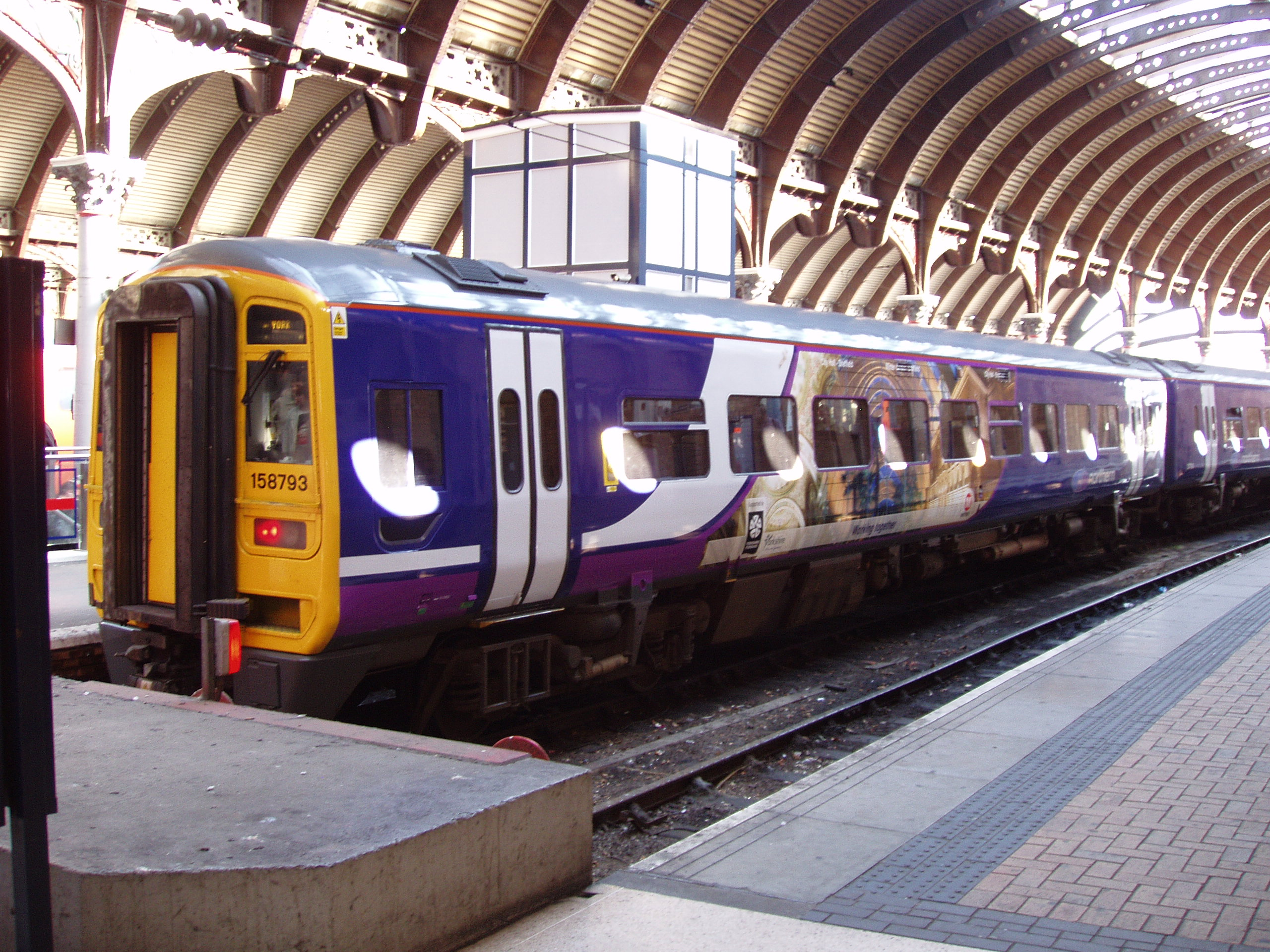
Un tren británico de la serie 158 en la estación de York.

Un ferrocarril regional o tren regional es aquel que opera entre ciudades cercanas, realizando paradas en la mayoría de las estaciones.
Recorre mayores distancias y realiza menos paradas que los trenes suburbanos, y recorre menores distancias y realiza mayores paradas que los trenes de larga distancia. En ocasiones los trenes regionales realizan los mismos recorridos que los trenes de larga distancia, diferenciándose en un mayor número de paradas.

## Características
La mayor diferencia entre los trenes regionales y los suburbanos es que estos últimos están destinados a trasladar gente entre sus lugares de residencia y trabajo en un recorrido diario. Además, la frecuencia de los trenes regionales es mucho más baja.
Los trenes regionales permiten comunicar las ciudades secundarias que se encuentran a lo largo de una línea con ciudades principales, y también permiten enlazar con trenes de larga distancia.
Normalmente los trenes regionales son mucho menos rentables que los de larga distancia, y reciben subsidios gubernamentales. En el caso de la Unión Europea sólo los trenes regionales pueden recibir ayudas.